# Golden Ticket Awards

Logo du prix de l'édition 2007.

Les Golden Ticket Awards sont des prix remis par Amusement Today (en), un journal sur le monde des parcs d'attractions. Chaque année, le magazine donne ces récompenses après un sondage fait auprès des passionnés du sujet. La première édition a lieu en 1998 en partenariat avec Discovery Channel et Travel Channel. Les Golden Ticket Awards sont l'une des plus prestigieuses récompenses dans le domaine du loisir.
Certains constatent et prétendent que les récompenses favorisent les montagnes russes et parcs situés aux États-Unis en raison de l'utilisation d'un « système de points total » (total point system) pour calculer les lauréats et ce, malgré le soin apporté par la revue pour prévenir la partialité au niveau géographique en séparant les enquêtes dans différentes régions du globe. En utilisant le système de points total, les prix favorisent généralement un parc ou une attraction plus fréquentées par les électeurs, indépendamment de la qualité.

## Catégories
(Au fil des années, des catégories nouvelles sont apparues et d'autres sont écartées).
- Meilleur parc d'attractions
- Meilleur parc aquatique
- Meilleur parc pour enfant
- Meilleur aquarium public
- Meilleures montagnes russes en bois
- Meilleures montagnes russes en métal
- Meilleure zone pour enfant dans un parc
- Employés les plus sympathiques
- Parc le plus propre
- Meilleur parc pour la saison d'Halloween
- Plus beau parc d'attractions
- Plus beau parc aquatique
- Meilleure nourriture
- Meilleur spectacle
- Meilleur spectacle nocturne
- Meilleur attraction (hors montagnes russes)
- Meilleure attraction aquatique
- Meilleure attraction dans un parc aquatique
- Meilleur parcours scénique
- Meilleure nouvelle attraction dans un parc d'attractions
- Meilleur nouvelle attraction dans un parc aquatique
- Meilleurs capacités
- Meilleur thématique d'une attraction

## Récompenses et classements

### Victoires répétées
- Meilleur parc aquatique - Schlitterbahn, tous les ans depuis la création du prix.
- Plus beau parc - Busch Gardens Williamsburg, 23 fois sur 25 ans.
- Parc le plus propre - Holiday World, 16 fois
- Meilleur parc d'attractions - Cedar Point, 16 fois et Europa-Park, 9 victoires sur les 10 dernières années
- Meilleure zone pour enfants - Kings Island, 15 fois
- Meilleure nourriture - Knoebels, lauréat depuis 2018
- Meilleur événement pour Halloween – Universal Studios Florida, 10 fois
- Meilleur spectacle extérieur - IllumiNations: Reflections of Earth à Epcot, 12 victoires sur les 13 années où a été présenté ce prix.